# Taesŭng sa
Taesŭng sa (대승사 Klasztor Mahajany) – koreański klasztor.

## Historia klasztoru
Legenda głosi, że we wczesnym okresie Trzech Królestw podobno spadła z nieba skała zawinięta w jedwab. Każda z jej czterech stron miała wyrzeźbionego Buddę. W 587 roku król Chinp'yŏng (진평왕, pan. 579-632) odwiedził to miejsce i nakazał mniszce składać ofiarowania i to był początek klasztoru. Klasztor powstał na zachodnim stoku góry Sabul (Góra Czterech Buddów). Najwyższy szczyt tej góry także ma nazwę buddyjską - Kongdŏkbong (Szczyt Cnoty - 912 m). Ów tajemniczy kamień nadal znajduje się na tej górze, chociaż czas spowodował zatarcie wizerunków Buddy.
W XII wieku w tym klasztorze mistrz sŏn i ch’ŏnt’ae Chinjŏng Ch’ŏnchaek (ur. 1206) założył w tym klasztorze Społeczność Białego Lotosu, która przetrwała do momentu wchłonięcia szkoły ch’ŏnt’ae przez sŏn na początku okresu Chosŏn.
W ciągu swojej historii klasztor ten został spalony, a następnie odbudowany. Latem 1922 roku klasztor został częściowo spalony, ale został odbudowany w 1927 roku dzięki wysiłkowi takich mnichów jak Uiun, Chwiwol i Tŏksan.
W styczniu 1956 roku potężny pożar zniszczył prawie wszystkie budynki (oprócz Kŭkrakjŏn, Myŏngbujŏn i Sansingak) i natychmiast rozpoczęto odbudowę.
Dzisiaj klasztor składa się m.in. z następujących budynków: główny Budynek Buddy (Taeungjŏn), Budynek Bodhisattwy Awalokiteśwary (Kwanŭmjŏn), Budynek Patriarchow (Taejojŏn), Budynek Maitrei (Mirŭkjŏn), Eungjinjŏn i Budynek Arhatów (Nahanjŏn).

## Znane obiekty
- Posążek siedzącego bodhisattwy Awalokiteśwary z brązu (문경대승사금동보살좌상) – Skarb nr 991
- Rzeźba reliefowa w drewnie buddy Amithaby – Skarb nr 575

## Adres klasztoru
- 8 Jeondu-ri, Sanbuk-myeon (283 Daeseungsa-gil), Mungyeong, Gyeongsangbuk-do, Korea Południowa